# Fabio Baldas
Fabio Baldas (Trieste, 19 de marzo de 1949) es un árbitro de fútbol italiano. 
Después de arbitraje en los campeonatos amateur en 1981 trata de árbitro en la tercera división en 1985 y más tierras ya a la serie, que debutó con la carrera entre Bari y Verona. 
Se promoverá a nivel internacional en 1991, lo que le permitirá al árbitro la Copa Mundial de la FIFA sub-17 en Italia en 1991. Arbiró cuatro carreras, la Juegos Olímpicos de Barcelona en 1992 (Dinamarca-México 1-1, Australia-Dinamarca 3-0, tanto en Zaragoza) y la Copa Mundial de Fútbol de 1994, que dirigió Estados Unidos-Colombia, los estadounidenses ganaron 2-1 en Los Ángeles. También dirigió una final de la Copa de Italia 1991-1992 entre Parma y Juventus; Parma ganó 2-0 por los anfitriones para ganar el trofeo también. Al final de la carrera vaya a dirigir 116 partidos de liga.